# Цзигун
Цзигун (кит. спр. 自贡市, піньїнь: Zìgòng Shì) — місто-округ в китайській провінції Сичуань.

## Географія
Цзигун розташовується у східній частині провінції.

### Клімат
Місто знаходиться у зоні, котра характеризується вологим субтропічним кліматом. Найтепліший місяць — серпень із середньою температурою 26.9 °C (80.4 °F). Найхолодніший місяць — січень, із середньою температурою 7.2 °С (45 °F).
| Клімат Цзигуна          | Клімат Цзигуна | Клімат Цзигуна | Клімат Цзигуна | Клімат Цзигуна | Клімат Цзигуна | Клімат Цзигуна | Клімат Цзигуна | Клімат Цзигуна | Клімат Цзигуна | Клімат Цзигуна | Клімат Цзигуна | Клімат Цзигуна | Клімат Цзигуна |
| Показник                | Січ.           | Лют.           | Бер.           | Квіт.          | Трав.          | Черв.          | Лип.           | Серп.          | Вер.           | Жовт.          | Лист.          | Груд.          | Рік            |
| Середній максимум, °C   | 10,4           | 12,1           | 17,6           | 23,2           | 26,8           | 28,7           | 31,3           | 31,6           | 26,1           | 21,2           | 16,4           | 11,6           | 21,4           |
| Середня температура, °C | 7,2            | 8,7            | 13,5           | 18,4           | 22,3           | 24,4           | 26,7           | 26,9           | 22,3           | 18,1           | 13,4           | 8,8            | 17,6           |
| Середній мінімум, °C    | 5,5            | 6,6            | 10,6           | 15,1           | 18,9           | 21,2           | 23,3           | 23,3           | 19,9           | 16             | 11,5           | 7              | 14,9           |
| Норма опадів, мм        | 17             | 22.1           | 31             | 65             | 114.1          | 164.8          | 248.7          | 229            | 147.6          | 75.6           | 35.3           | 16.8           | 1167           |
| Днів з опадами          | 11,4           | 11,4           | 12,3           | 14,2           | 17,2           | 17,2           | 15             | 14,1           | 17,5           | 18,2           | 14,1           | 11,7           | 174,3          |
| Вологість повітря, %    | 77             | 73.9           | 70.7           | 71             | 72.6           | 77.8           | 78.4           | 76.4           | 80             | 81.5           | 80.4           | 79.8           | 76.6           |
| ----------------------- | -------------- | -------------- | -------------- | -------------- | -------------- | -------------- | -------------- | -------------- | -------------- | -------------- | -------------- | -------------- | -------------- |
| Джерело: Weatherbase    |                |                |                |                |                |                |                |                |                |                |                |                |                |

## Адміністративний поділ
Префектура поділяється на 4 райони і 2 повіти:
| Карта                                                   | Карта     | Карта    | Карта            |
| ------------------------------------------------------- | --------- | -------- | ---------------- |
| ① ② ③ Жун Яньтань Фушунь ① Гунцзінь ② Цзилюцзін ③ Даань |           |          |                  |
| Статус                                                  | Назва     | Оригінал | Населення (2020) |
| Район                                                   | Гунцзінь  | 贡井区   | 226 704          |
| Район                                                   | Даань     | 大安区   | 291 645          |
| Район                                                   | Цзилюцзін | 自流井区 | 481 981          |
| Район                                                   | Яньтань   | 沿滩区   | 297 365          |
| Повіт                                                   | Жун       | 荣县     | 469 488          |
| Повіт                                                   | Фушунь    | 富顺县   | 722 073          |